# Toast to Our Differences
Toast to Our Differences è il terzo album in studio del gruppo musicale britannico Rudimental, pubblicato il 25 gennaio 2019 dalla Asylum Records.

## Promozione
Il disco è stato anticipato dall'uscita di svariati singoli resi disponibili tra il 2017 e il 2019. Il primo di questi è stato Sun Comes Up, che ha visto la partecipazione vocale del cantante britannico James Arthur ed entrato nella top 10 della Official Singles Chart britannica. A seguire è stato These Days, uscito a gennaio 2018 e realizzato con la partecipazione di Jess Glynne, Macklemore e Dan Caplen; il singolo ha ottenuto un buon successo a livello mondiale e, dopo aver mantenuto per sette settimane consecutive la seconda posizione nella Official Singles Chart, ha conquistato la vetta della classifica, divenendo il terzo nella carriera dei Rudimental a raggiungere tale obiettivo.
Il 25 maggio 2018, contemporaneamente all'annuncio dell'album, è stato pubblicato il videoclip del singolo omonimo, venendo accompagnato da una versione remixata pochi giorni più tardi. Il quarto singolo estratto è stato Let Me Live, realizzato insieme ai Major Lazer e caratterizzato dalle partecipazioni vocali di Anne-Marie (già collaboratrice del gruppo al singolo Rumour Mill del 2015) e Mr Eazi; il relativo videoclip è stato reso disponibile su YouTube a partire dal 9 luglio.
Verso la fine di ottobre i Rudimental hanno pubblicato il quinto singolo Walk Alone, che ha visto la partecipazione di Tom Walker, mentre il mese seguente è uscito il sesto, Summer Love, inciso insieme a Rita Ora, la quale lo ha incluso nella lista tracce del suo album Phoenix.
Il 19 dicembre è stato reso disponibile per l'ascolto la traccia conclusiva They Don't Care About Us. L'11 gennaio 2019 i Rudimental hanno pubblicato il lyric video di Scared of Love, estratto come settimo singolo complessivo dell'album.

## Tracce
1. Toast to Our Differences (feat. Shungudzo, Protoje & Hak Baker) – 4:14
2. Let Me Live (Rudimental & Major Lazer feat. Anne-Marie & Mr Eazi) – 3:25
3. Dark Clouds (feat. Jess Glynne & Chronixx) – 4:28
4. Walk Alone (feat. Tom Walker) – 3:25
5. Thula Ungakhlai (feat. Ladysmith Black Mambazo) – 0:47
6. These Days (feat. Jess Glynne, Macklemore & Dan Caplen) – 3:30
7. Sun Comes Up (feat. James Arthur) – 3:52
8. 1by1 (feat. RAYE & Maleek Berry) – 4:08
9. Last Time (feat. Raphaella) – 4:59
10. No Pain (feat. Maverick Sabre, Kojey Radical & Kabaka Pyramid) – 4:06
11. Scared of Love (feat. Ray BLK & Stefflon Don) – 3:23
12. Summer Love (Rudimental & Rita Ora) – 4:18
13. They Don't Care About Us (feat. Maverick Sabre & Yebba) – 4:40

Tracce bonus nell'edizione deluxe
1. Do You Remember (feat. Kevin Garrett) – 3:41
2. Leave It for Tomorrow (feat. Elli Ingram) – 4:26
3. Adrenaline (feat. Olivia) – 3:57